# دهونگ
دهونگ (به انگلیسی: Dhoong) یک روستا در پاکستان است که در ناحیه راولپندی واقع شده‌است. دهونگ ۴٬۵۶۰ نفر جمعیت دارد.